# Trastorn de la personalitat
Els trastorns de la personalitat, abans coneguts com a trastorns del caràcter, són una classe de tipus de personalitat i conductes que l'American Psychiatric Association (APA) defineix com "un patró persistent d'experiència interna i comportament que s'aparta marcadament de les expectatives de la cultura de la persona que l'exhibeix ". Els trastorns de la personalitat estan anotats en l'Eix II del Manual Diagnòstic dels Trastorns Mentals, o DSM-IV-TR (quarta edició, text revisat) de l'American Psychiatric Association.
Els trastorns de la personalitat també estan definits en la Classificació Internacional de Malalties (CIM), que és publicat per l'Organització Mundial de la Salut. Es classifiquen en la CIM-9: 301: Trastorns de la personalitat. Es classifiquen en la CIM-10: Capítol V: Trastorns mentals i del comportament, específicament 28F60-F69.29: Trastorns de la personalitat adulta i el comportament.
Aquests patrons de conducta en els trastorns de personalitat estan generalment associats amb trastorns greus en les tendències de comportament d'un individu, que generalment inclou diverses àrees de la personalitat, i gairebé sempre estan associats amb trastorns personals i socials considerables. A més, els trastorns de personalitat són inflexibles i s'estén a moltes situacions, degut en gran part al fet que aquest comportament és egosintònic (és a dir, els patrons són consistents amb la integritat de l'ego de la persona) i, per tant, són percebuts com a apropiats per aquest individu.
L'aparició d'aquests patrons de comportament generalment es remunta a finals de l'adolescència i el començament de l'edat adulta i, en casos més rars, la infància. Per tant, és poc probable que un diagnòstic de trastorn de la personalitat es produeixi abans de l'edat de 16 o 17 anys. Les directrius generals de diagnòstic aplicables a tots els trastorns de la personalitat es presenten a continuació, les descripcions addicionals s'inclouen amb cada un dels subtipus.
El diagnòstic dels trastorns de la personalitat pot ser molt subjectiu, però, els patrons de comportament inflexible sovint causen greus dificultats personals i socials, així com un deteriorament funcional general. Els patrons rígids i continuats dels sentiments, pensament i comportament es diu que són causades per sistemes de creences subjacents i aquests sistemes són sovint anomenats fantasies fixes o "esquemes disfuncionals" (mòduls cognitius).

## Definicions de trastorn de la personalitat (DSM-IV-TR Eix II)

### Criteris generals de diagnòstic
Segons el DSM-IV-TR (vegeu la pàgina 689) el diagnòstic de trastorn de la personalitat han de complir els següents criteris generals, a més dels criteris específics enumerats en el trastorn de la personalitat concreta que s'examina.
A. Un patró permanent d'experiència interna i de comportament considerablement desviat de les expectatives de la cultura de la persona. Aquest patró es manifesta en dues (o més) de les següents àrees:
1. cognició (la percepció i la interpretació de si mateix, i altres esdeveniments)
2. afectivitat (la gamma, la intensitat, labilitat i resposta adequada de l'emoció)
3. activitat interpersonal
4. control dels impulsos

B. Aquest patró persistent és inflexible i s'estén a una àmplia gamma de situacions personals i socials.
C. Aquest patró persistent provoca malestar clínicament significatiu o deteriorament en les àrees social, laboral o d'altre tipus de la vida del subjecte.
D. El patró és estable i de llarga durada i el seu inici es remunta almenys a l'adolescència o a l'edat adulta primerenca.
E. El patró persistent no és atribuïble a una manifestació o conseqüència d'un altre trastorn mental.
F. El patró persistent no és degut als efectes fisiològics directes d'una substància (per exemple, drogues, un abús de medicaments) o un trastorn mèdic general (per exemple, un traumatisme cranial).

## Definicions de trastorn de la personalitat (CIE-10 (F60-F69))

### Llista de trastorn de la personalitat
- F60 trastorns de la personalitat específica:
  - F60.0 trastorn paranoide de la personalitat
  - F60.1 trastorn esquizoide de la personalitat
  - F60.2 trastorn dissocial de la personalitat
  - F60.3 trastorn de la personalitat emocionalment inestable
  - F60.4 trastorn histriònic de personalitat
  - F60.5 trastorn de la personalitat anancàstica
  - F60.6 trastorn de la personalitat per evitació
  - F60.7 trastorn de la personalitat per dependència
  - F60.8 Altres trastorns de la personalitat específica:
    - trastorn narcisista de la personalitat
    - trastorn passivoagressiu de la personalitat

  - F60.9 trastorn de la personalitat, no especificat
- F61 mixtes i altres trastorns de la personalitat

### Classificació dels trastorns de la personalitat
El DSM-IV, mostra els deu trastorns de personalitat, agrupats en tres grups en l'Eix II. El DSM conté també una categoria per als patrons de comportament que no coincideixen amb aquests deu trastorns, però sense això, presenten característiques d'un trastorn de la personalitat. Aquesta categoria s'anomena trastorn de la personalitat no especificat.

#### Grup A (pacients rars o excèntrics)
- Trastorn paranoide de la personalitat (DSM-IV, codi 301.0): sospita i desconfiança irracional dels altres.
- Trastorn esquizoide de la personalitat (DSM-IV, codi 301.20): manca d'interès en les relacions socials, ja no té sentit en el temps per compartir amb els altres, misantropia, introspecció.
- Trastorn esquizotípic de la personalitat (DSM-IV, codi 301.22): comportament estrany o del pensament.

#### Grup B (pacients dramàtics, emocionals o erràtics)
- Trastorn antisocial de la personalitat (DSM-IV, codi 301.7): desconeixement generalitzat de la llei i els drets dels altres.
- Trastorn límit de la personalitat (DSM-IV, codi 301.83): pensament extrem del pensament en "blanc o negre", inestabilitat en les relacions, l'autoimatge, la identitat i la conducta.
- Trastorn histriònic de personalitat (DSM-IV, codi 301.50): atenció fixada en el comportament, incloent la seducció sexual inapropiada i poc profunda o emocions exagerades.
- Trastorn narcisista de la personalitat (DSM-IV, codi 301.81): patró general de grandiositat, necessitat d'admiració i falta d'empatia.

#### Grup C (pacients ansiosos o temorosos)
- Trastorn de la personalitat per evitació (DSM-IV, codi 301.82): inhibició social, sentiments d'insuficiència, sensibilitat extrema a l'avaluació negativa i l'evitació de la interacció social.
- Trastorn de la personalitat per dependència (DSM-IV, codi 301.6): dependència psicològica generalitzada en altres persones.
- Trastorn obsessivocompulsiu de la personalitat (DSM-IV, codi 301.4) (no és el mateix que el trastorn obsessivocompulsiu): rígida conformitat amb les normes, els codis morals i l'ordre excessiu.

#### Apèndix B: Criteris i eixos proposats per a estudis posteriors
L'Apèndix B conté els següents trastorns. Són considerats com a trastorns vàlids per força psiquiatres.
- Trastorn depressiu de la personalitat: dominen les cognicions i comportaments depressius a partir de l'edat adulta.
- Trastorn passivoagressiu de la personalitat (trastorn de la personalitat negativista): actituds negatives, resistència a fer les coses que els altres esperarien que fes, se senten maltractats pels altres i es mostren irritables.